# Рудинка
Ру́ди́нка (Руденка) — річка в Україні, в межах Сарненського району Рівненської області. Ліва притока Язвинки (басейн Прип'яті). 

## Опис
Довжина 23 км. Річка типово рівнинна. Долина широка і неглибока (місцями невиразна), переважно заліснена. Річище слабозвивисте, здебільшого каналізоване і випрямлене. 

## Розташування
Рудинка бере початок на південний захід від села Угли. Тече в межах  Поліської низовини переважно на північний схід. Впадає до Язвинки в межах села Немовичі. 
Над річкою розташовані села: Угли, Убереж і Немовичі.